# Violet Heming
Violet Heming (27 de enero de 1895-4 de julio de 1981) fue una actriz inglesa que trabajó en teatro y cine. Su nombre aparecía a veces como Violet Hemming en los periódicos.

## Biografía
Nacida como Violet Hemming en Leeds, Yorkshire, era hija de Alfred Hemming, quién apareció en películas mudas, y de Mabel Allen.
Heming comenzó su carrera en el teatro en 1908, con el papel de Carrie Crews en Fluffy Ruffles y en 1910 hizo su aparición en su primera película, un cortometraje para la Thanhouser Film Company. En 1913, actuó con George Arliss en la obra Disraeli.
En septiembre de 1925, Variety informó de que Heming aparecería en una "obra de teatro" para el sistema de sonido sobre película De Forest Phonofilm.
Aunque Heming apareció en varias películas y en la televisión a lo largo de las décadas, es mejor recordada como una fiable estrella de Broadway con una larga lista de créditos teatrales.
Murió el 4 de julio de 1981.

## Filmografía parcial
- The Woman Hater (cortometraje de 1910)
- Tempest and Sunshine (cortometraje de 1910)
- Lena Rivers (cortometraje de 1910)
- The Mermaid (1910)
- Paul and Virginia (película de 1910)
- The Running Fight (1915), existente en la Biblioteca del Congreso
- The Danger Trail (1917)
- The Turn of the Wheel (1918)
- The Common Cause (1919)
- Everywoman (1919)
- The Cost (1920)
- When the Desert Calls (1922)
- The Knife (cortometraje de 1929), realizado en Fox Movietone
- The Man Who Played God (1932)
- Almost Married (1932)